# Colori che esplodono
Colori che esplodono è il primo album in studio della rockband italiana Timoria, pubblicato dalla PolyGram nell'aprile del 1990.

## Descrizione
Il disco vede alla produzione Gianni Maroccolo, noto per esser stato fino ad allora il bassista dei Litfiba, qui al suo esordio come produttore.
Per il singolo Milano (non è l'America) fu realizzato il primo videoclip del gruppo, corredato da immagini inedite del regista Wim Wenders.

## Tracce
1. Sogno Americano – 3:53
2. Forse un giorno – 3:14
3. Milano (non è l'America) – 4:00
4. Confine – 3:54
5. Walking My Way – 3:52
6. Colori che esplodono – 3:30
7. Non sei più tu – 3:28
8. Vecchio professore – 3:01
9. Siempre Nacer – 4:28
10. Io non ho – 4:35
11. Hey Giò – 4:00
12. Rincorro pensieri – 2:56

## Formazione
- Francesco Renga – voce
- Omar Pedrini – chitarra e cori
- Carlo Alberto “Illorca” Pellegrini – basso
- Enrico Ghedi – tastiere
- Diego Galeri – batteria

### Altri musicisti
- Bertrand Cantat – armonica a bocca in Confine e recitato in Hey Giò
- Antonio Aiazzi - tastiere aggiuntive in Siempre nacer e Colori che esplodono
- Francesco Magnelli - pianoforte in Milano (Non è l'America), Io non ho e Rincorro pensieri

### Crediti
- Gianni Maroccolo - produzione e arrangiamenti
- Giorgio Canali - assistente alla produzione
- Francesco Caprini - produttore esecutivo
- Fabrizio Allegri & Gianfranco Facchini - Art direction